# Лансон (Арденны)
Лансо́н (фр. Lançon) — коммуна во Франции, находится в регионе Шампань — Арденны. Департамент коммуны — Арденны. Входит в состав кантона Гранпре. Округ коммуны — Вузье.
Код INSEE коммуны — 08245.
Коммуна расположена приблизительно в 190 км к востоку от Парижа, в 55 км северо-восточнее Шалон-ан-Шампани, в 60 км к югу от Шарлевиль-Мезьера.

## Население
Население коммуны на 2008 год составляло 40 человек.
| 1962 | 1968 | 1975 | 1982 | 1990 | 1999 | 2008 |
| ---- | ---- | ---- | ---- | ---- | ---- | ---- |
| 16   | 43   | 43   | 34   | 41   | 40   | 40   |

## Администрация
| Период | Период | Фамилия     | Партия | Должность |
| ------ | ------ | ----------- | ------ | --------- |
| 2001   | 2008   | Мишель Гийо |        |           |
| 2008   |        | Эрик Олен   |        |           |

## Экономика
В 2007 году среди 26 человек в трудоспособном возрасте (15—64 лет) 14 были экономически активными, 12 — неактивными (показатель активности — 53,8 %, в 1999 году было 50,0 %). Из 14 активных работали 13 человек (7 мужчин и 6 женщин), безработной была 1 женщина. Среди 12 неактивных 2 человека были учениками или студентами, 6 — пенсионерами, 4 были неактивными по другим причинам.